# عبد الرحمن الخازني
عبد الرحمن الخازني المكنى بأبي الفتح؛ هو العالم المسلم الفيزيائي والأحيائي والكيميائي والرياضي والفيلسوف الذي تأثر بالفلسفة الإغريقية البيزنطية؛ عاش بصحة وبنية قويتين ما بين عامي 1115 و1155م.
ينحدر الخازني من مدينة مرو الموجودة الآن في تركمانستان، ثم انتقل إلى مقاطعة خراسان التابعة للإمبراطورية الفارسية ثم عاد بعدها إلى تركمانستان. ولديه مساهات مهمة في الفيزياء وعلم الفلك. واعتبر أعظم تلميذ تلمّذ في مدارس مدينة مرو.
كتب روبرت إي. هال التالي عن الخازني:
«لأن الخازني هو صانع الآلات العلمية باستخدام قانون إتزان الموائع، فإنه لا يترك مجالاً للشك بأنه يعتبر أعظم العلماء في أي زمن كان قديمه وحديثه».

## سيرة حياته
كان الخازني واحداً من الغلمان الإغريقيين البيزنطيين الذين خدموا في بلاط الأمراء الأتراك السلاجقة، حيث أخذ أسيراً من مدينته مرو بعد أن انتصر الأتراك السلاجقة في حربهم ضد الإمبراطور البيزنطي رومانوس الرابع. أعطاه سيده الخازن أفضل تعليم ممكن في مواضيع الرياضيات والفلسفة. كان الخازني أيضاً طالباً لدى أشهر شاعر فارسي ورياضي وفلكي وفيلسوف: عمر الخيام (1048- 1131) والذي كان يقيم في مرو في ذلك الوقت.
بعدها احترف الخازني الرياضيات كمهنة له بتشجيع ودعم من المحكمة السلجوقية، في عهد حكم السطان أحمد سانجار. لا يعرف سوى القليل عن حياته، ولكنه كان يعرف عنه أنه كان يرفض المكافآت المالية وقام بإعادة مبلغ ألف دينار أرسلت له من قبل زوجة الأمير السلجوقي؛ وأنه كان يعيش عادةً على مبلغ 3 دنانير في السنة.

## أعماله
- الموائد السانجارية

تم ذكر الموائد السانجارية في كتاباته التفصيلية للحسابات الفلكية الدقيقة في كتابه الزيج، وأعطى الخازني وصفاً لتركيب الساعة المائية صممت لاستخدامها في أغراض الحسابات الفلكية، وتعتبر الساعة المائية مثالاً مبكراً على الساعات الفلكية. كما استخدمت الساعة المائية لحساب مواقع 46 جرم سماوي باستخدام التاريخ المعطى من كتاب المجسطي للسنة 500 هـ (والذي يقابل 1115- 1116 للميلاد).
كما أنه قام بحساب الموائد عن طريق ملاحظة الأجسام النسبية في أفق مدينة مرو.
فيما بعد تم ترجمة الزيج السانجاري للخازني إلى اللغة الإغريقية من قبل غريغوري تشونياديز في القرن الثالث عشر للميلاد ودراسته في الإمبراطورية البيزنطية.

## كتاب ميزان الحكمة
يعرف الخازني بمساهماته في علم الفيزياء في كتابه ميزان الحكمة، وقد أنهى تأليفه سنة 1121 للميلاد، والذي بقي جزءً مهماً من منجزات الحضارة الإسلامية في علم الفيزياء. يحتوي الكتاب على دراساته في قوى إتزان الموائع الساكنة، تركيبها واستخداماتها؛ وطوّر نظريات قوى الاحتكاك والموائع التي تكمن فيها، كما تم تطويرها من قبل سابقيه ومعارفه. كما احتوى الكتاب على أوصاف للآلات التي قام بتركيبها سابقيه من قبل، ويشمل القياس المتري بابوس، والدورق المكثف للبيروني (وهو نوع خاص من الأدوات المخبرية، يشبه دورقاً زجاجياً يحتوي بداخله على أنبوب يحبس السوائل بداخله بفعل تأثير ضغط الهواء الجوي)، كما شمل أيضاً على آلالاته الخاصة بإتزان الموائع والموزاين المتخصصة والموازين القياسية (وهي التي تكون فيها نقطة الارتكاز بين ذراعين أحدهما أطول من الآخر والذراع الأطول هو الذي ينزلق عليه مراكز القوة).
يعتبر البيروني والخازني هما من أول العلماء الذين طبقوا الطرق العلمية في إجراء التجارب على القوى الساكنة والقوى المتحركة، وبشكل خاص في حساب الوزن النوعي، واعتمد بناء النظرية على الموازين وقياس الوزن. لقد قام الخازني والعلماء المسلمين الذين سبقوه بتوحيد القوى الساكنة والقوى المتحركة في فرع واحد من العلوم، يسمى: علم ميكانيكا الحركة، كما قاموا بضم وتجميع قوى إتزان الموائع الساكنة مع القوى المتحركة ليؤدي بذلك إلى ولادة علم جديد يسمى: قوى إتزان الموائع المتحركة.
كما قاموا بتطبيق النظريات الرياضية المتعلقة بحساب النسب وطرق حساب المشتقات التفاضلية اللانهائية باستخدام القانون العام للاشتقاق في التفاضل والتكامل، كما خطوا الخطوة الأولى نحو استخدام طرق الحل باستخدام الجبر والتفاضل والتكامل الصحيح في حساب القوى الساكنة. وكانوا أيضاً أول من قاموا بتعميم نظرية مركز الجاذبية الأرضية، وأول من قاموا بتطبيقها على الأجسام ثلاثية الأبعاد.
كما أنهم أوجدوا نظرية ذراع القوة لرفع الأوزان ونقلها، وأنشئوا علم الجاذبية الأرضية والذي تم تطويره إلى حد كبير في العصور الوسطى المظلمة في أوروبا. أدت مساهمات الخازني والعلماء المسلمين الذين سبقوه في ميكانيكا الحركة إلى بناء الأسس للتطور اللاحق في ميكانيكا الحركة الكلاسيكية في نهاية العصور الوسطى المظلمة في أوروبا.
تعالج الأجزاء الثمانية الأولى من هذا الكتاب نظريات العلماء المسلمين الذين سبقوه، ويشمل هؤلاء: الرازي، وأبو الريحان البيروني، وعمر الخيام. كما أن الخازني أوضح باهتمام بالغ فشل الإغريقيين القدماء في التمييز بين القوة والكتلة والوزن. كما أنه توجه إلى إظهار المعرفة بوجود كتلة الهواء، وتناقصها في الكثافة والارتفاع. كما أن التعريف الدقيق للوزن النوعي تم إعطاؤه من قبل الخازني في مؤلفه: كتاب ميزان الحكمة، كما تقرأ في النص الآتي:
«هو مقدار وزن جسم صغير مكون من أي مادة بنفس النسبة إلى حجمه مساوٍ لمقدار وزن جسم كبير مكون من أي مادة بنفس النسبة إلى حجمه».
بعد إجرائه التجارب المخبرية المكثفة، سجل الخازني الأوزان النوعية لخمسين مادة، ويشمل ذلك: الصخور المختلفة والمعادن والسوائل والأملاح والعنبر والصلصال.
كانت دقة قياساته مطابقة للقياسات الحديثة وجديرة بالاحترام. في تجربة أخرى، اكتشف الخازني أن هناك كثافة أكبر للماء عندما يكون قريباً إلى مركز الأرض، وتم إثبات ذلك فيما بعد من قبل روجر باكون في القرن الثالث عشر للميلاد.
عرّف الخازني الثقل بالمفردات الأرسطوطالية التقليدية كخاصية ضمنية في الأجسام الثقيلة، كما يقول في النص الآتي:
«الجسم الثقيل هو الجسم الذي يتحرك بواسطة قوة ضمنية، وبشكل ثابت، بإتجاه مركز العالم. إنه لمن الكافي القول: أني أعني أن الجسم الثقيل هو الجسم الذي لديه قوة تحركه بإتجاه النقطة المركزية، وبشكل ثابت بإتجاه المركز، ودون أن يتحرك من قبل هذه القوة في أي إتجاه مختلف؛ وهذه القوة المرجعية هي ضمنية في الجسم، لا تشتق بدونه، ولا تنفصل عنه».
بالاعتماد على النقطة الأساس بأن الهواء يصبح أكثر كثافةً عندما يكون أقرب إلى مركز الأرض (مشتق من قاعدة أرخميدس)، وأن وزن الأجسام الثقيلة يزداد كلما ابتعد عن مركز الأرض (مشتق من نظريات الكوهي وابن الهيثم بأن الوزن يختلف باختلاف بعد المسافة عن مركز الأرض)، برهن الخازني على أن الجاذبية الأرضية لجسم تختلف باختلاف بعد المسافة عن مركز الأرض، كما يقول في النص الآتي:
«لكل جسم ثقيل معروف الوزن وموضوع على مسافة معينة من مركز العالم، فإن جاذبيته الأرضية تعتمد على تأثيره عن بعد من قبل مركز العالم. لهذا السبب، تعتمد الجاذبية الأرضية للأجسام على المسافات التي تبعد بها عن مركز العالم. حيث انه كلما ازداد بعد الجسم عن مركز العالم، أصبح أكثر ثقلاً؛ وكلما اقترب من مركز العالم، أصبح أخف ثقلاً».
كما أنه يظهر ماذا أراد الخازني بمعنى الجاذبية الأرضية (الكلمة مرادفة لكلمة الثقل في اللغة العربية) وكلا الكلمتين لهما نفس الفكرة في المبدأ الحديث لطاقة الوضع الأرضية ومتجه القوة نسبة إلى نقطة (وكلا المعنيين تم اشتقاقهما من الكوهي وابن الهيثم). في إحدى الحالتين، أظهر الخازني أنه أول من اقترح أن الجاذبية الأرضية لجسم يختلف باختلاف بعد المسافة عن مركز الأرض. في أول إحساس له لكلمة (الجاذبية الأرضية)، إلا أن المبدأ لم يتم الأخذ به بعين الاعتبار مرةً أخرى حتى جاء نيوتن بقانون الجذب العام في القرن الثامن عشر للميلاد. ولكن في ثاني إحساس له بالكلمة، تم الأخذ بالمبدأ بعين الاعتبار مرةً أخرى من قبل جوردانوس دي نيمور في القرن الثالث عشر للميلاد.
لخص ن. خانيكوف (المترجم الباكر والمعلق لعمل الخازني) أفكاره بالنسبة لموضوع الجاذبية الأرضية في النص التالي:
"... ولكن أفكار الفلاسفة العرب بالنسبة لموضوع الجذب هو، في رأيي، أكثر جدارة بالملاحظة بكثير؛ أنا لن أسميها الجذب العام، ولكن لمحاولات مؤلفنا للشرح بالتفصيل سبب إعفاء الأجسام السماوية من تأثير هذه القوة، ولكن بسبب قوة الجذب الأرضي. لم يكن هذا القانون العظيم للطبيعة حاضراً بنفسه في أذهاننا على صورة من الجذب المتبادل لجميع الأجسام الموجودة- كما أعلن نيوتن بعده بخمسة قرون- هو تماماً قانون طبيعي. وفي الوقت التي تم فيه استعراض المبادئ من قبل مؤلفنا وخطو الخطوات الأمامية لتقديمها، كانت الأرض تعتبر في ذلك الوقت ثابتة وغير قابلة للتحرك في مركز العالم، وحتى ولو لم تكن قوة الدوران مكتشفة في حينها.
ولكن ما هو أكثر إذهالاً هو حقيقة أن: ما ورث عن الإغريقيين القدماء من المعتقد السائد بأن الأجسام كلها تنجذب نحو مركز الأرض، ويتم تمثيل هذا الجذب بصورة نسبة مباشرة من الكتلة، ووأكثر بكثير لم يكونوا قد فشلوا في ملاحظة أن الجذب هو وظيفة المسافة التي تبعد به الأجسام المنجذبة نحو مركز الأرض، كما أنهم أحاطوا بوعيهم أنه لو كان مركز الأرض محاطاً بالقطاعات الكروية المركزية، فإن جميع الأجسام ذات الكتل المتساوية الموضوعة فوق هذه الأسطح الكروية سوف تضغط بالتساوي على نفس الأسطح، وبصورة مختلفة لكل سطح كروي. وبهذا- وعلى الرغم من كل ذلك- فإنهم دعموا بصورة مباشرة أن الوزن هو نفسه الكتلة وأن المسافة عن مركز الأرض- دون أدنى شك- تبدو بعيدة أكثر مما هو في الظاهر، وأن هذا الجذب ربما يكون متبادلاً بين الجسم الجاذب والأجسام المنجذبة. وهذا القانون الذي رسخ من قبلهم كان متناقضاً مع المبدأ الذي اعترفوا به، وهو أن السطح الذي يحتوي على السائل في حالة إتزان هو سطح كروي".

## مؤلفاته في الآلات
يتكون رسالته في الآلات: رسالة الفعلات من سبع أجزاء يصف مختلف الآلات العلمية مثل: المثلث الهندسي القديم والمنظار الفلكي (وشكله كأنبوب مفتوح الطرفين ويستند على قاعدة ثابتة)، وآلته المثلثية التي اخترعها، وآلة المربع الفلكية وآلة المسدس الفلكية والاصطرلاب، والآلات الأصلية التي تتعلق بانعكاس
الضوء.

## الكيمياء وعلم الأحياء
كتب الخازني التالي في تطور علم الأحياء والخيمياء (وهو نوع غير علمي من الكيمياء كانت تقوم على فكرة تحويل المعادن الأساسية كالرصاص إلى ذهب)، منعقداً المقارنة ما بين تغير العناصر والتغير النوعي الأحيائي، وكيف تم ملاحظتها بين الفلاسفة الطبيعيين والشخص العادي العديم الخبرة في العالم الإسلامي القديم في ذلك الوقت.
«عندما يسمع الناس العاديين من الفلاسفة الطبيعيين كيف أن الذهب هو الجسد الذي يحقق منتهى نوعية النضوج، بهدف الإنجاز، فإنه يكون قابلاً للتصديق بأنهم سيبدأون بالاعتقاد تدريجياُ بتمرير أشكالاً من الأجسام المعدنية لتحويلها إلى ذهب. لذا كانت طبيعة الذهب هي التي أدت أصلاً إلى هذا الاعتقاد، فبعد أن كان قصديراً ثم نحاساً ثم فضةً ثم في النهاية وصل إلى مرحلة تطور الذهب؛ ليس بهذا المعنى أراده الفلاسفة الطبييعين بقولهم هذا، والمعنى الذي كانوا يقصدونه هو عندما كانوا يتحدثون عن الإنسان، ووصفه بصفات الكمال والاتزان في الطبيعة وقوانينها- لا يعنون بذلك أنه كان مرة جدّياً، ثم تغير إلى الحيوان وحيد القرن، ثم بعد ذلك تحول إلى حصان، وبعد ذلك إلى قرد، ثم في النهاية تحول إلى إنسان».

## إنجازاته
يبدو أن عبد الرحمن الخازني كان يحظى بمكانة رفيعة في بلاط السلاطين السلاجقة وربَّما كان مسؤولاً حكومياً في عهد سنجار بن ملكشاه، حيث تولى مهمة إدارة المكتبات الحكومية في مدينة ميرف ، أشهر أعماله: كتاب ميزان الحكمة، رسالة حول الحكمة الفلكية، والجداول الفلكية لسنجار.
يعتبر كتاب ميزان الحكمة أبرز أعمال الخازني وأكثرها تأثيراً، وهو عبارة عن موسوعة لعلم الميكانيك في القرون الوسطى تتألف من ثمانية كتب وخمسين فصلاً ، يشمل هذا الكتاب دراسات عن التوازن الهيدروستاتيكي للسوائل، كما أنها تغطي مواضيع فيزيائية متفرقة أخرى ، يوجد اليوم أربع مخطوطات مختلفة من كتاب ميزان الحكمة تختلف فيما بينها اختلافاً بسيطاً، وقد استخدمت الكثير من الأفكار الواردة في هذه الموسوعة في صناعة أجهزة وآلات معقدة في مدينة سنجار، وباستخدام القوانين التي وضعها الخازني في كتابه كان عمَّال السلطان يستطيعون تمييز الذهب والأحجار الكريمة الحقيقية واكتشاف التزوير في العملات ، وتجدر الإشارة أيضاً إلى أنَّ الخازني أورد في موسوعته الكثير من الأمثلة المقتبسة من القرآن الكريم في محاولة منه للتوفيق بين العلم والدين.
أنهى الخازني تأليف موسوعته سنة 1121، ومازال هذا الكتاب إلى اليوم يعتبر أحد أهم إنجازات الحضارة الإسلامية في علم الفيزياء، فبالإضافة للأبحاث الهامة التي احتواها حول الحركة وتوازن السوائل وقوى الاحتكاك ووصف دقيق لأجهزة وآلات مخبرية صنعها الخازني بنفسه أو أخذها عن علماء اليونان وعلماء المسلمين الذين سبقوه، برز في الموسوعة أيضاً الطريقة العلمية التجريبية والاعتماد على الحساب الكمي وهو الأمر الذي كان الخازني سبَّاقاً فيه في الحضارة العربية الإسلامية.
في الفصول الثمانية الأولى من الكتاب يناقش الخازني نظريات العلماء المسلمين الذين سبقوه كالرازي والبيروني، وينتقد فشل علماء اليونان في التمييز بين مفاهيم فيزيائية بسيطة كالقوة والكتلة والوزن، وعرَّف العديد من المصطلحات العلمية بوضوح كالوزن النوعي «الكثافة»، وسجَّل بدقة الأوزان النوعية لعشرات المواد بعد إجرائه للعديد من التجارب المخبرية عليها، وأكَّد أنَّ كثافة الماء والهواء تختلف بحسب بعدهما عن مركز الأرض، ويظهر في الكتاب أيضاً معرفة الخازني بمفهوم الجاذبية والتي عبر عنها «بالثقل» ويُعتقد أنَّ الخازني كان من أوائل القائلين بأنَّ الجاذبية الأرضية تختلف باختلاف البعد عن مركز الأرض وهو الأمر الذي تمَّ تأكيده على يد علماء عصر النهضة في أوروبا وعلى رأسهم إسحق نيوتن.
أما كتابه رسالة حول الحكمة الفلكية فهو كتاب صغير نسبياً يتألف من سبعة أجزاء وكل جزء مخصص للحديث عن جهاز أو أداة علمية مختلفة، وتشمل هذه الأدوات أجهزة للتنجيم والرؤية وانعكاس الضوء والألوان، أما جداول الخازني الفلكية التي وضعها لمدينة لسنجار فشملت جداول للصيام والحج والأعياد ومواقيت الصلاة، ويقال إن هذه الجداول تحتوي على خطوط الطول والعرض لثلاثة وأربعين نجماً مختلفاً مع تقدير أحجامهم ومداراتهم، ويعتقد أنَّ حسابات الخازني الفلكية قد أجريت في عدة مراصد في مدينة ميرف باستخدام أدوات رصد متطورة جداً بالنسبة لذلك العصر.

## أفكاره حول الجاذبية
قد يكون الخازني أول عالم مسلم يقترح أنَّ جاذبية جسم ما تختلف باختلاف بعده عن مركز الأرض مستخدماً مصطلح «الثقل» ليعبر به عن مفهوم الجاذبية كما نعرفه اليوم، وقد عرَّف الخازني الثقل بقوله: «يتحرك الجسم الثقيل بفضل قوة ثابتة خاصة به تسحبه نحو مركز العالم، وهذه القوة هي ضمنية في الجسم لا تنفصل عنه ولا تحدث بدونه»، وقال أيضاً: «تعتمد جاذبيةُ كلِّ جسمٍ ثقيل معروف الوزن على بعده عن مركز العالم، بحيث أنَّه كلما ازداد بعد الجسم عن مركز العالم أصبح أكثر ثقلاً وكلما اقترب من مركز العالم أصبح أخف وزناً»، هذه الأفكار التي اقترحها الخازني عن الجاذبية وإن كانت بسيطة وغير مدعومة بأدلة رياضيَّة ولكنها كانت سابقة لعصرها بكثير وقد انتظر العام حتى القرن الثامن عشر حتى ترسَّخت قوانين الجاذبية على يد غاليلو غاليلي وإسحق نيوتن وغيرهم من علماء عصر النهضة الأوروبية.

## المصدر الأساسي
- PDF of a medieval manuscript of Al-Khazini's epitome of the Zij as-Sanjari, with a transcription of books 10-12 (Classical Arabic)